# Alternativa pro Německo
Alternativa pro Německo (německy Alternative für Deutschland, zkratka AfD) je německá pravicová a krajně pravicová populistická politická strana. Byla založena 6. února 2013 jako euroskeptická strana kritizující především snahy o bezpodmínečnou záchranu eura. Po odštěpení ekonomicky liberálního křídla v roce 2015 převládli ve straně národní konzervativci.[zdroj⁠?!] Kvůli nárůstu populismu, kritice islámu a kritice gender mainstreamingu je po začátku evropské migrační krize strana řazena většinou politologů mezi pravicově populistické strany. Strana měla zejména při parlamentních volbách roku 2017 a v následujících zemských resp. lokálních volbách významné zisky v severovýchodních spolkových zemích (bývalá NDR), kde dosáhla procentuálně až dvakrát více hlasů než v západních částech Německa.

## Historie

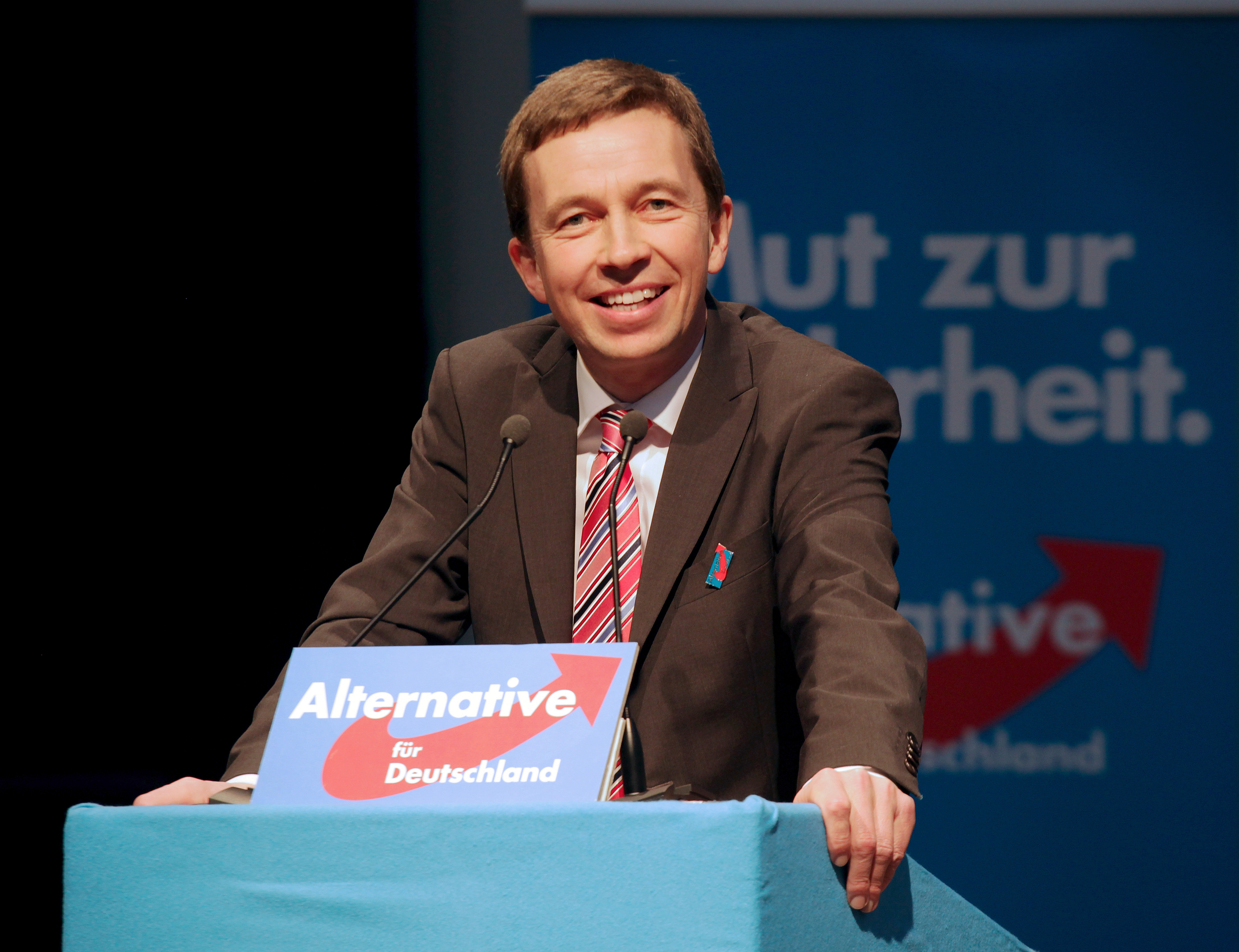
Bernd Lucke (2014)

Za zakladatele strany je považován hamburský profesor ekonomie Bernd Lucke, který ji založil v reakci na dluhovou krizi v eurozóně, kdy se její klíčovou myšlenkou stalo přesvědčení o neudržitelnosti eurozóny, jejíž další existence ve stávajícím rozsahu byla hájena zavedenými stranami. Lucke stranu opustil začátkem července 2015 poté, když delegáti na sjezdu v Essenu dali ve volbě dvou předsedů více hlasů Frauke Petryové, což Lucke a mnozí komentátoři vnímali jako posun ke xenofobním a pravicovějším a údajně také proruským pozicím. Kromě Luckeho odešli z AfD i další čtyři z dosavadních sedmi europoslanců strany a přidali se k novému politickému uskupení zvanému ALFA.
Radikalizace strany se odrazila i v evropském parlamentu. Kvůli výroku europoslankyně Beatrix Storchové, která navrhovala střílet na hranicích do uprchlických žen (původně i dětí, což později odmítla) vyzvala umírněně euroskeptická frakce Evropských konzervativců a reformistů (nejsilnější stranou jsou v ní britští konzervativci, členem je i ODS) k vystoupení oba zbývající europoslance AfD. Storchová se následně přidala k zásadně euroskeptické frakci Evropa svobody a přímé demokracie, ve které je nejsilnější stranou britská UKIP a členy jsou i čeští Svobodní. Tato frakce požaduje vystoupení zemí v ní zastoupených z EU. Druhý europoslanec AfD Marcus Pretzell přestoupil do frakce Evropa národů a svobody, ve které je nejsilnější stranou francouzská Národní fronta (Front national). V obou frakcích převládají pravicové a zásadně euroskeptické strany.
V červnu 2023 strana uvedla, že pro nadcházející volby vůbec poprvé postaví svého vlastního kandidáta na funkci kancléře. Oznámení přišlo poté, co v průzkumu dosáhla strana hranice 18 % hlasů a překonala tak i německé Sociální demokraty. V dalším průzkumu pak dosáhla podpora AfD rovných 20 %. V květnu 2024 byla vyloučena ze skupiny Identita a demokracie. V srpnu 2025 již strana figurovala s přibližně 26% podporou v průzkumech veřejného mínění na prvním místě.

## Zaměření a program

### Programová témata strany

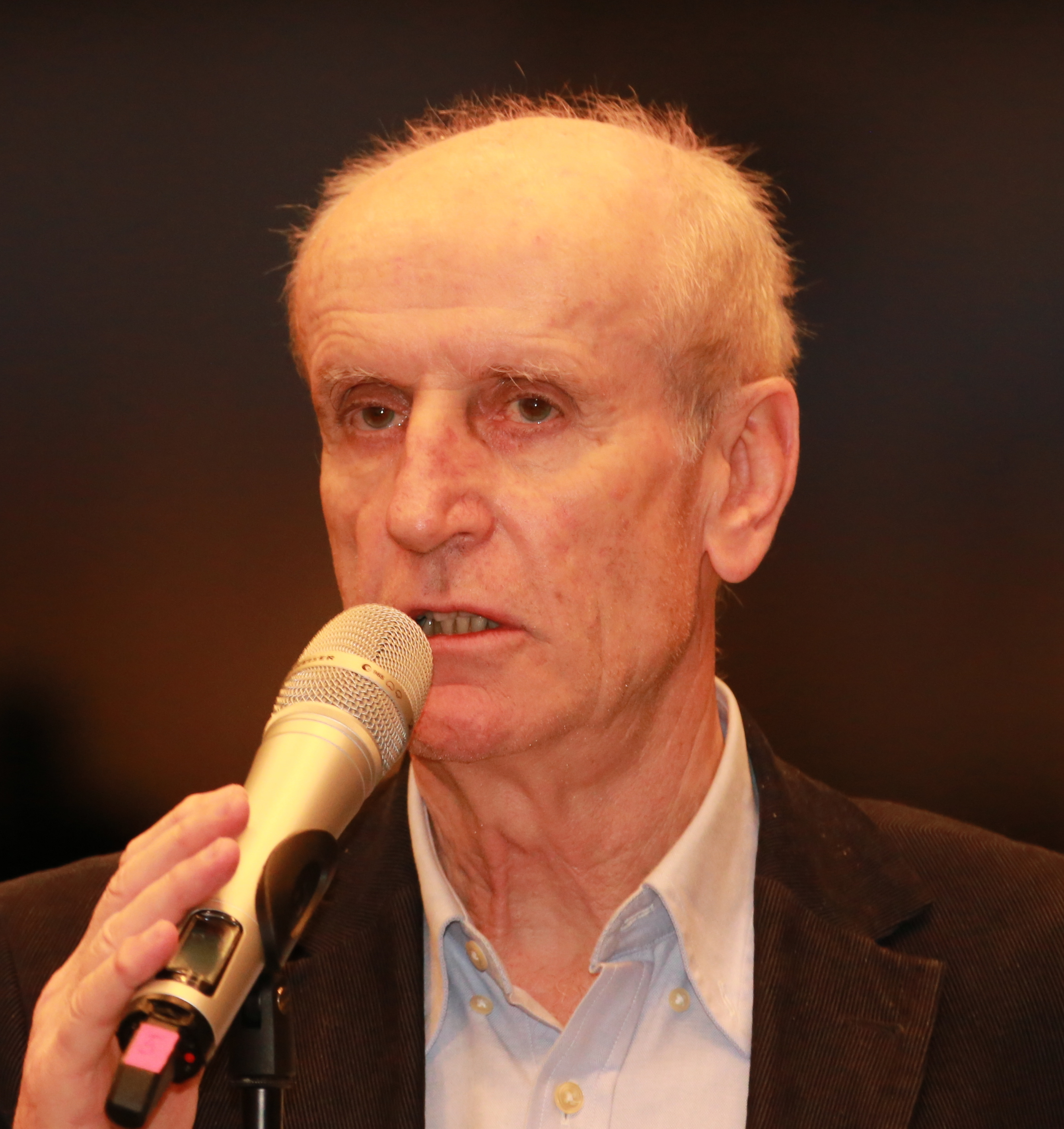
Albrecht Glaser, nejstarší poslanec Bundestagu za Alternativu pro Německo

Strana se zformovala v roce 2013 kolem odmítání snahy o záchranu zadlužených zemí Evropské unie jako Řecko. Odmítá myšlenku „Spojených států evropských“ a chce přenést více pravomocí zpět na národní úroveň. Upřednostňuje také zrušení společné měny euro.
Alternativa pro Německo získala popularitu díky svým negativním postojům vůči migraci. Požaduje uzavření hranic Evropské unie a důslednou kontrolu, striktní deportace neúspěšných žadatelů o azyl a plnou integraci až asimilaci přijatých cizinců. Profilovala se odmítáním tzv. „Willkommenspolitik“ vlády Angely Merkelové. Ke kontroverzním patří např. výrok spolupředsedkyně strany Frauke Petryové z ledna 2016 (později ze strany vystoupila), že by německá pohraniční policie měla střílet na nelegální migranty. Dne 1. května 2016 na sjezdu ve Stuttgartu přijala programové usnesení, že je islám neslučitelný s německou ústavou, a zároveň s tím se vyslovila i pro zákaz nošení burek a stavění mešit. AfD je často spojována či dokonce zaměňována s protiimigračním hnutím Pegida. V květnu 2016 rozhodl stranický sjezd o distancování se od akcí občanské iniciativy Pegida, což však bylo odmítnuto pravicovým křídlem strany.
Po prvotní fázi nejasného ideologického zakotvení se strana následně vyprofilovala jako pravicově populistická, někteří politologové ji hodnotí jako radikální střed. Voličskou oporu získává zejména ve východní části Německa mezi lidmi nespokojenými s mainstreamovou politikou, přitahuje i příznivce extrémní pravice. Oficiálně uvádí podporu přímé demokracie, právního řádu a oddělení státních pravomocí. Kritici vyčítají některým jejím představitelům propagaci neonacistických myšlenek a používání neonacistického jazyka. Björn Höcke např. v lednu 2017 prohlásil o berlínském památníku holocaustu, že je to „památník hanby" a že by se Německo už nemělo omlouvat za svou nacistickou minulost. Jeden z předních členů strany Alexander Gauland v září 2017 prohlásil, že by Němci měli být hrdí na výkony německých vojáků v obou světových válkách. V červnu 2018 na sjezdu mládežnické organizace strany (Junge Alternative) podle některých kritiků bagatelizoval nacistickou minulost výrokem, že „Hitler a nacionální socialismus [byli] za 1000 úspěšných let německých dějin jen ptačí trus“.
Německé ministerstvo vnitra nejpozději v září 2017 uvádělo, že AfD jako celek nepovažuje za protiústavní. Strana jako celek nebyla Spolkovým úřadem pro ochranu ústavy (BfV) systematicky pozorována (Beobachtungsfall), což by byl nejvyšší stupeň aktivity vůči politické straně. Byla však uprostřed ledna 2019 označena jako „případ pro prozkoušení“ (Prüffall), což je nejnižší ze tří stupňů aktivity BfV. Úřady pro ochranu ústavy zaměřily své intenzivní zkoumání na stranické křídlo kolem předsedy durynské AfD Björna Höckeho a mládežnickou organizaci strany, které byly z hlediska věrnosti německé ústavě označeny jako „podezřelé případy“ (Verdachtsfälle). Proti veřejnému označení celoněmecké AfD jako „případ pro prozkoušení“ Spolkovým úřadem pro ochranu ústavy podalo vedení strany žalobu u správního soudu v Kolíně nad Rýnem se žádostí o urychlené předběžné rozhodnutí. Strana argumentovala tím, že zákon o ochraně ústavy neobsahuje žádné ustanovení, které by BfV opravňovalo k tomu, aby své rozhodnutí o prozkoušení AfD jako celku uveřejnil, a tímto uveřejněním tak byla podle argumentace strany ztížena její politická činnost. Správní soud vydal 26. února 2019 předběžné rozhodnutí, ve kterém bylo BfV zapovězeno nadále celoněmeckou AfD veřejně označovat jako „případ pro prozkoušení“.
Alternativa pro Německo se prezentuje jako ochránce tradičního modelu nukleární rodiny a odmítá potraty. Někteří její členové se stavějí nepřátelsky k alternativním modelům soužití včetně stejnopohlavního manželství. Avšak například spolupředsedkyně AfD Alice Weidelová žije v registrovaném partnerství se ženou původem ze Srí Lanky a společně s ní vychovává její dvě děti.
AfD vystupuje antikomunisticky a v květnu 2018 uspořádala protestní akci proti vztyčení sochy Karla Marxe v nadživotní velikosti v jeho rodném městě Trevíru ve spolkové zemi Porýní-Falc. Alternativa pro Německo také usilovala o zrušení Benešových dekretů. Požadovala, aby Němcům odsunutým v letech 1945–1946 bylo poskytnuto odškodnění a právo získat české státní občanství.
Zástupci strany vyjadřují nedůvěru vůči mainstreamovým médiím. AfD požaduje zrušení poplatků, z nichž jsou financována německá veřejnoprávní média, a někdy vykazuje novináře ze svých akcí.

### Řazení strany ke krajní pravici
Stranu za krajně pravicovou označil např. v srpnu 2017 britský týdeník The Economist. Britská veřejnoprávní BBC se v téže době zabývala otázkou, zda je AfD krajně pravicová, a dospěla k závěru, že ano. Podle ní byla strana založena jako protievropská, dramaticky se však zaměřila na imigraci a islám a stále častěji byla považována za krajně pravicovou; vůdčí osobnosti AfD v průběhu předvolební kampaně roku 2017 pronášely extremistická vyjádření, na evropské úrovni sdílí politickou skupinu s francouzskou krajně pravicovou Národní frontou či rakouskými krajně pravicovými Svobodnými.
Britská zpravodajská agentura Reuters v prosinci téhož roku uvedla, že „AfD se stala od 50. let 20. století první krajně pravicovou stranou, která získala křesla v Bundestagu“. Podobně referoval i britský deník The Guardian.. Obdobně se vyjádřily v říjnu 2017 americká rozhlasová stanice National Public Radio či deník The New York Times, který také uvedl, že AfD „narušila konsenzuální tradici v německém parlamentu“. Na riziko „krajní pravicovosti“ Alternativy pro Německo coby třetí nejsilnější strany vzešlé ze srpnových voleb 2017 upozornil v listopadu téhož roku britský deník The Independent. Rovněž americká zpravodajská společnost Bloomberg v listopadu 2017 uvedla, že se AfD stala první krajně pravicovou parlamentní stranou od konce druhé světové války.
Německé zahraniční zpravodajství Deutsche Welle v září 2017 pojednávalo o AfD jako o krajně pravicové straně s tím, že je rozštěpená mezi „umírněné“ křídlo reprezentované Frauke Petryovou, jež však ihned po volebním úspěchu ohlásila odchod ze strany, a „krajně pravicové“ křídlo představované Alexandrem Gaulandem, které se údajně uchyluje k etnickému i rasistickému nacionalismu. Americké ekonomické zpravodajství CNBC v srpnu 2017 pojednalo o AfD jako o krajně pravicové straně, citovalo však vedle rakouského ministra financí Hanse Jörga Schellinga také oponujícího finančního konzultanta Seana Corrigana.
Ke krajně pravicovému hnutí řadí AfD autoři knihy The Routledge Handbook of Migration and Language v čele s editorem Sureshem Canagarajahem, za krajně pravicovou ji označil také Jon Nixon v knize Higher Education in Austerity Europe.
Jako o krajně pravicové pojednávají o straně také některá česká média. V květnu 2025 stranu jako krajně pravicovou označila německá kontrarozvědka.

## Výsledky ve volbách

### Volební rok 2013
Ve svých prvních volbách do Německého spolkového sněmu v roce 2013 zůstala AfD se ziskem 4,7 % těsně pod pětiprocentní uzavírací klauzulí. Uspěla ovšem v evropských volbách roku 2014 se ziskem sedmi mandátů a rovněž v roce 2014 také získala křesla v saském, braniborském a durynském zemském parlamentu. Od roku 2015 má své zastoupení i v parlamentech spolkových zemí Hamburk a Brémy.

### Volební rok 2016
Dne 13. března 2016 se v dalších třech německých spolkových zemích konaly volby do tamních zemských sněmů, které byly prvními volbami od počátku evropské migrační krize. V důsledku důsledně opoziční politiky vůči postojům kancléřky Angely Merkelové získala AfD v Sasku-Anhaltsku 24,4 % hlasů, v Bádensku-Württembersku 15,1 % hlasů a v Porýní-Falci 12,6 % hlasů.
Dne 5. května 2016 byly uveřejněny výsledky jednoho z průzkumů volebních preferencí německého obyvatelstva, který provedla televizní stanice ARD. Podle nich dosáhla Alternativa pro Německo svého doposud nejlepšího celoněmeckého výsledku a stala se s 15 % třetí nejpodporovanější stranou (pro srovnání: sociálnědemokratická strana SPD 20 %).
4. září 2016 skončila AfD druhá za SPD v zemských volbách v Meklenbursku-Předním Pomořansku, když získala 20,8 % hlasů a 18 mandátů.
18. září 2016 skončila AfD pátá ve Volbách do Poslanecké sněmovny Berlína, když získala 14,2 % hlasů a 25 mandátů.

### Volební rok 2017

#### Vstup strany do Spolkového sněmu

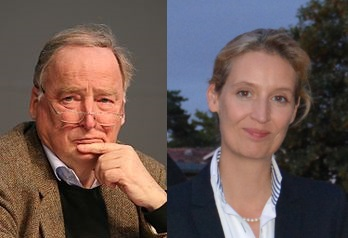
Hlavní kandidáti Alternativy pro Německo pro volby do Spolkového sněmu dne 24. října 2017. Zleva: Alexander Gauland a Alice Weidelová

Ve svých druhých volbách do Německého spolkového sněmu (Bundestag) dne 24. září 2017 získala AfD 12,6 % hlasů, čímž se tak stala třetí nejsilnější politickou stranou v Německu po CDU/CSU a SPD. Tyto dvě doposud vládní strany naopak utrpěly dramatické ztráty hlasů. V novém Bundestagu bude mít AfD pravděpodobně 94 poslanců. V Sasku se stala se ziskem 27 % hlasů dokonce vůbec nejúspěšnější stranou. Vůbec nejúspěšnější byla AfD v regionech sousedících s Českem a Polskem, kde získala dokonce tři přímo zvolené poslance (tzv. Direktmandat získá ve volebním okrsku kandidát s nejvíce hlasy). Ale i v mnohem bohatších spolkových zemích bývalého Západního Německa byla AfD úspěšná. O tom svědčí její výsledky například v Bavorsku (12,4 %, o 633 tisíc hlasů více než 2013), Bádensku-Württembersku (12,2 %, o 434 tisíc hlasů více) a v Hesensku (11,9 %, o 222 tisíc hlasů více).

Procentuální zisk AfD podle volebních okresů

Zisk hlasů AfD ve srovnání s volbami roku 2013 byl značný, z 2,06 milionu na 5,88 milionu, tedy o 3,82 milionu hlasů více (o 186 %). Analytikové hovoří o nespokojenosti těchto voličů s mnoha oblastmi politiky dosavadních vládních stran.
Dosavadní spolupředsedkyně strany Frauke Petryová, jejíž postavení v AfD bylo již značně oslabené, oznámila hned 25. září, že nebude členkou stranické frakce (poslaneckého klubu) AfD ve Spolkovém sněmu, nýbrž nezařazenou poslankyní. Přitom byla zvolena v Sasku s tzv. přímým mandátem (Direktmandat), dostala tedy ve svém volebním obvodu nejvíce hlasů voličů ze všech kandidátů. Dne 29. září 2017 pak Petryová oznámila svoje vystoupení z AfD. Postupně ji s obdobným krokem následovali její manžel Marcus Pretzell, dosavadní předseda zemské organizace AfD v Severním Porýní Vestfálsku, a několik dalších poslanců AfD v zemských sněmech.
První schůze poslaneckého klubu AfD ve Spolkovém sněmu se zúčastnilo 93 poslanců. Společnými předsedy tohoto klubu byli zvoleni 76 let starý bývalý dlouhodobý člen CDU Alexander Gauland a 38letá poslankyně Alice Weidelová.
Po několika dnech vystoupil z poslaneckého klubu AfD ještě Mario Mieruch, stoupenec Marcuse Pretzella. Počet členů klubu se tím snížil na 92.
Ke členům poslaneckého klubu AfD patří několik politiků, kteří se narodili v bývalých komunistických státech. Jsou mezi nimi Petr Bystroň (nar. 1972 v Olomouci), Joana Cotar (nar. 1973 v Pitești, Rumunsko) a Pavol V. Podolay (nar. 1946 v Bratislavě).
Dle bývalého českého prezidenta Václava Klause, který s AfD ideově dlouhodobě souhlasí, se jedná o „úžasný výsledek“ a zároveň o „Pyrrhovo vítězství stávající kancléřky Angely Merkelové“. Dle českého politika Andreje Babiše (ANO 2011) se AfD také stala faktickým vítězem těchto voleb.

#### Prosincový sjezd strany
Od 2. prosince 2017 jsou Jörg Meuthen (poslanec Evropského parlamentu) a Alexander Gauland rovnoprávnými spolupředsedy celoněmecké Alternativy pro Německo. Gauland nastoupil na sjezdu strany v Hannoveru jako kompromisní kandidát poté, co na tento post neúspěšně kandidovali umírněný předseda zemské organizace v Berlíně Georg Pazderski a národně-konzervativní předsedkyně strany ve Šlesvicku-Holštýnsku Doris von Sayn-Wittgenstein. Ani Pazderski ani Sayn-Wittgensteinová ve dvou kolech hlasování totiž nezískali potřebnou nadpoloviční většinu a oba následně svou kandidaturu stáhli. Místo nich byl zvolen Gauland, který nepatří k žádnému ze dvou proudů v AfD. Pazderski byl pak zvolen prvním ze tří místopředsedů strany. Jak umírněná část výkonných politiků AfD, tak národně-konzervativní pravicové křídlo (v AfD zvané zkratkovitě pouze Flügel) mají ve stranické základně značnou podporu.

### Volební rok 2018
Podle výsledků celonárodního průzkumu institutu Emnid ze začátku července 2018 měla Alternativa pro Německo 17% podporu, což bylo o 3 procentní body více než posledně. To znamená stejnou hodnotu jako pro SPD a doposud nejlepší výsledek AfD, jaký kdy v průzkumech volebních preferencí dosáhla. AfD a SPD se dělí o druhé a třetí místo za CDU/CSU, které měly dohromady 30 %. Podle deníku Frankfurter Allgemeine Zeitung to znamenalo, že se v preferencích přinejmenším krátkodobě neprojevilo zostření politického boje o migrační témata mezi tzv. unijními stranami a proti AfD ze strany politiků bavorské Křesťanskosociální unie (CSU). Dne 18. července 2018 byly uveřejněny nové výsledky průzkumu veřejného mínění Institutu für Demoskopie Allensbach. Podle těchto údajů měla AfD 15% podporu dotázaných, což znamenalo růst o 2 % oproti předchozímu výsledku.
Ve volbách do zemského sněmu v září v Bavorsku skončila AfD čtvrtá se ziskem 10,2 % hlasů, v říjnu pak v Hesensku také čtvrtá se ziskem 13,1 % hlasů.

### Volební rok 2019
Volební výsledky AfD byly následující:
- Zemský parlament ve spolkové zemi Svobodné hanzovní město Brémy – pátá se ziskem 6,1 % hlasů.
- Evropský parlament – čtvrtá se ziskem 11 % hlasů.
- Zemský parlament v Braniborsku – druhá se ziskem 23,5 % hlasů.
- Zemský parlament v Sasku – druhá se ziskem 27,5 % hlasů.
- Zemský parlament v Durynsku – druhá se ziskem 23,4 % hlasů.

### Volební rok 2020
Ve volbách do zemského parlamentu v Hamburku skončila AfD pátá se ziskem 5,3 % hlasů.
V komunálních volbách v Bavorsku končila AfD šestá se ziskem 4,7 % hlasů.
V komunálních volbách v Severním Porýní-Vestfálsku končila AfD pátá se ziskem 5 % hlasů.

### Volební rok 2021
- Zemský parlament ve spolkové zemi Porýní-Falc čtvrtá se ziskem 8,3 % hlasů.
- Zemský parlament ve spolkové zemi Bádensko-Württembersko pátá se ziskem 9,7 % hlasů.
- Komunální volby ve spolkové zemi Dolní Sasko, pátá se ziskem 4,6% hlasů.

### Volební rok 2023
V červnu 2023 získala strana poprvé v historii křeslo okresního správce, když jím byl v Durynském městě Sonneberg zvolen Robert Sesselmann. V říjnu 2023 strana skončila třetí v zemských volbách v Bavorsku (14,6 %) a druhá v zemských volbách v Hesensku (18,4 %).

## Detailní volební výsledky

### Volby do Spolkového sněmu
| Volby | Počet hlasů | Hlasy v % | Počet mandátů |
| ----- | ----------- | --------- | ------------- |
| 2013  | 2 056 985   | 4,7 %     | 0             |
| 2017  | 5 877 094   | 12,6 %    | 94            |
| 2021  | 4 802 097   | 10,3 %    | 83            |
| 2025  | 10 327 148  | 20,8 %    | 152           |

### Evropské volby
| Volby | Počet hlasů | Hlasy v % | Počet mandátů       |
| ----- | ----------- | --------- | ------------------- |
| 2014  | 2 070 014   | 7,1 %     | 7 (5 přešlo k ALFA) |
| 2019  | 4 104 453   | 11 %      | 11                  |
| 2024  | 6 324 008   | 15,9 %    | 15                  |